# A Te Szülésed
Az "A Te Szülésed" nevű bábapraxis 2012. március 12-én első magyarországi bábapraxisként kapta meg a működési engedélyt intézeten kívüli szülészeti ellátás nyújtására.

## Története
Az A Te Szülésed Kft. 2011. december 28-án alakult meg. Az intézeten kívüli szülést szabályozó 35/2011. (III. 21.) kormányrendelet alapján 2012. március 13-án-án kapta meg a működési engedélyt intézeten kívüli szülések levezetéséhez.
2013 decemberében nyitotta meg a Hódmezővásárhelyi Születésotthont.

Statisztika:

2012-ben: 18 szülés, ebből 5 beszállítás

2013-ban: 29 szülés, ebből 3 beszállítás

2014-ben: 42 szülés, ebből 6 beszállítás

2015-ben: 52 szülés, ebből 7 beszállítás

## Szakemberek
Vincze Felícia, szülésznő (2009, Midwives College of Utah, USA), fizikus (1996, Szegedi Tudományegyetem), az Országos Bábaszövetség titkára, a Magyarországi Dúlák Egyesülete előadója 

Szénási Rita, szülésznő, (2012, Semmelweis Egyetem) 

Dr. Csenki Marianna, gyermekorvos, neonatológus, (1994, Szegedi Tudományegyetem).

## Külső hivatkozások
HVG: Áttörés az otthon szülésben, megszületett az első "legális" baba 

Metropol: Legális az otthonszülés: világra jött az első baba